# اثرات جانبی عشق
اثرات جانبی عشق (به هندی: Pyaar Ke Side Effects) و (به انگلیسی: The Side Effects of Love) فیلمی هندی محصول سال ۲۰۰۶ و به کارگردانی ساکت چوداری است. در این فیلم بازیگرانی همچون مالیکا شراوات، راهول بس، رانویر شوری، سوفی چوداری، شارات ساکسنا و عامر بشیر ایفای نقش کرده‌اند.